# NFL 1947
Die NFL-Saison 1947 war die 28. Saison der National Football League. Als Sieger aus dieser Saison gingen die Chicago Cardinals hervor.

## Regeländerungen
- Die Regularien für eine Overtime in den Play-offs oder dem Championship Game werden festgelegt.[1]
- Der gesamterste Pick im NFL Draft wurde ab 1947 in einer Lotterie verlost. Das erhaltende Team bekam diesen Pick dabei zusätzlich zu ihrem normalen Erstrundenpick.[2]
- Ein fünfter Schiedsrichter, der Back Judge, wurde der Schiedsrichter Crew hinzugefügt.[3]

## Regular Season
| Eastern Conference  | Eastern Conference | Eastern Conference | Eastern Conference | Eastern Conference | Eastern Conference | Eastern Conference |
| Team                | S                  | N                  | U                  | SQ                 | P+                 | P−                 |
| ------------------- | ------------------ | ------------------ | ------------------ | ------------------ | ------------------ | ------------------ |
| Philadelphia Eagles | 8                  | 4                  | 0                  | 0,667              | 308                | 242                |
| Pittsburgh Steelers | 8                  | 4                  | 0                  | 0,667              | 240                | 259                |
| Boston Yanks        | 4                  | 7                  | 1                  | 0,364              | 168                | 256                |
| Washington Redskins | 4                  | 8                  | 0                  | 0,333              | 295                | 367                |
| New York Giants     | 2                  | 8                  | 2                  | 0,200              | 190                | 309                |

| Western Division  | Western Division | Western Division | Western Division | Western Division | Western Division | Western Division |
| Team              | S                | N                | U                | SQ               | P+               | P−               |
| ----------------- | ---------------- | ---------------- | ---------------- | ---------------- | ---------------- | ---------------- |
| Chicago Cardinals | 9                | 3                | 0                | 0,750            | 306              | 231              |
| Chicago Bears     | 8                | 4                | 0                | 0,667            | 363              | 241              |
| Green Bay Packers | 6                | 5                | 1                | 0,545            | 274              | 210              |
| Los Angeles Rams  | 6                | 6                | 0                | 0,500            | 259              | 214              |
| Detroit Lions     | 3                | 9                | 0                | 0,250            | 231              | 305              |

 Teilnahme Championship Game

## Play-offs
Das NFL Championship Game 1947 fand am 28. Dezember 1947 im Comiskey Park in Chicago, Illinois statt. Die Sieger der Eastern und der Western Division traten darin gegeneinander an. Der Sieger der Eastern Division wurde dabei eine Woche zuvor in einem Play-off-Spiel ermittelt. Die Philadelphia Eagles besiegten dabei die Pittsburgh Steelers mit 21:0 in Pittsburgh.

## Rekorde
Don Currivan von den Boston Yanks stellte mit 32,58 Yards je Fang den Rekord für den durchschnittlich größten Raumgewinn je Passfang in einer Saison auf (minimum 24 Passfänge).